# Portada/article desembre 13

## Espai vectorial
En matemàtiques, i més concretament en àlgebra lineal, un espai vectorial és una estructura matemàtica formada per un conjunt de vectors. Els vectors són objectes que es poden sumar entre ells i es poden multiplicar per un nombre, és a dir, "aplicar-los un factor d'escala", que en aquest context s'anomenen escalars. Sovint es considera que els escalars són nombres reals, però també es poden definir espais vectorials amb la multiplicació escalar per nombres complexos, nombres racionals o, fins i tot, cossos més generals en lloc de fer servir cossos de nombres. Les operacions d'addició vectorial i multiplicació escalar han de satisfer certs requisits, anomenats axiomes, que es descriuen a la secció d'aquest article on es dona la definició formal d'espai vectorial.